# وادي سانتا كلاريتا
وادي سانتا كلاريتا (بالإنجليزية: Santa Clarita Valley)‏ يُختصر (SCV) هو جزء من مستجمعات المياه العليا لنهر سانتا كلارا في جنوب كاليفورنيا. ويمتد عبر مقاطعة لوس أنجلوس ومقاطعة فينتورا. أكثر عدد من السكان للوادي في مدينة سانتا كلاريتا. وكان الوادي جزء من 48612 فدان (19,672.6 هكتار) من الأراضي رانشو سان فرانسيسكو المكسيكية. بعض المجتمعات في سانتا كلاريتا فالي تشمل مدينة سانتا كلاريتا، والتي تتكون من مدينة سانتا كلاريتا، جمعية دراسات الشرق الأوسط، ساوجوس، وفالنسيا. وتوجد مجتمعات فردية مجاورة تشمل كاستايك، مزرعة ستيفنسون، سونسيت بوينت، تيسورو فال فيردي.